# Baltika

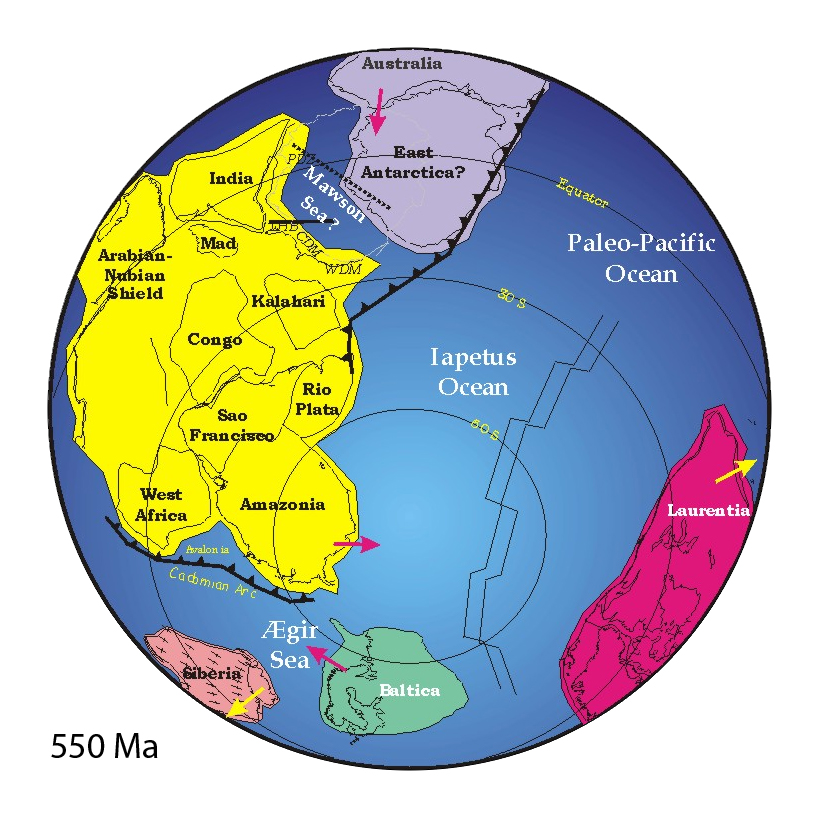
Baltika (grön färg) för 550 miljoner år sedan.

Baltika är namnet på den paleokontinent som bestod av den största delen av den Skandinaviska halvön, Finland, Baltikum och den europeiska delen av Ryssland fram till Uralbergen.
För 1,5 miljarder år sedan kolliderade Baltika och Arktika, och bildade Nena. I samband med att kontinenten Pannotia bröts upp blev Baltika för omkring 550 miljoner år sedan åter en egen kontinent men kolliderade senare med kontinenten Avalonia och kom senare att ingå i kontinenten Laurasien.